# 1838 في ألمانيا
فيما يلي قوائم الأحداث التي وقعت خلال عام 1838 في ألمانيا.

## ظهور
- 1 يناير – كنور

## مواليد

### يناير
- 6 يناير – ماكس بروخ
- 16 يناير – فرانز برنتانو فيلسوف نمساوي.

### فبراير
- 26 فبراير – صموئيل بينغ

### مارس
- 16 مارس – إرنست جيرلان فيزيائي ألماني.

### يوليو
- 8 يوليو – فرديناند فون زبلين

### سبتمبر
- 13 سبتمبر – أوتو بيندورف

### أكتوبر
- 3 أكتوبر – أوتو ديفرينت

### ديسمبر
- 19 ديسمبر – اونجكن فلهام مؤرخ ألماني.

## وفيات

### يونيو
- 21 يونيو – فريدريش فيلهلم لودفيغ (مواليد 1770) عالم حشرات ألماني.